# Fotbal Club Petrolul Ploiești 2025-2026
Questa voce raccoglie le informazioni riguardanti il Fotbal Club Petrolul Ploiești nelle competizioni ufficiali della stagione 2025-2026.

## Stagione
Nella stagione 2025-2026 il Petrolul Ploiești disputa il campionato di Liga I, dopo il nono posto della stagione precedente.

## Divise e sponsor
Lo sponsor tecnico per la stagione 2025-2026 è Macron, mentre il main sponsor è MrBit.
| Casa | Trasferta | Terza divisa |

## Organigramma societario
Area tecnica
- Allenatore: Liviu Ciobotariu
- Allenatori in seconda: Cătălin Munteanu, Adrian Iordache
- Allenatore dei portieri: Cătălin Grigore
- Preparatore atletico: Laurențiu Marinescu
- Team manager: Costel Ilie

Area sanitaria
- Medico sociale: Mircea Miu
- Infermiere: Răduță Ghioca
- Fisioterapista: Cosmin Scarlat
- Massaggiatore: Andrei Rușină

## Rosa
Rosa e numerazione aggiornate al 10 agosto 2025.
| N. |                       | Ruolo | Calciatore                 |
| -- | --------------------- | ----- | -------------------------- |
| 1  | Romania (bandiera)    | P     | Raul Bălbărău              |
| 4  | Romania (bandiera)    | D     | Paul Papp                  |
| 6  | Finlandia (bandiera)  | C     | Tommi Jyry                 |
| 7  | Romania (bandiera)    | C     | Gheorghe Grozav (capitano) |
| 8  | Romania (bandiera)    | C     | Alexandru Mateiu           |
| 9  | Romania (bandiera)    | A     | Adi Chică-Roșă             |
| 10 | Romania (bandiera)    | C     | Rareș Manolache            |
| 11 | Romania (bandiera)    | C     | Valentin Gheorghe          |
| 15 | Francia (bandiera)    | C     | Brahima Doukansy           |
| 17 | Romania (bandiera)    | A     | David Ilie                 |
| 19 | Grecia (bandiera)     | A     | Kōnstantinos Doumtsios     |
| 20 | Romania (bandiera)    | C     | Sergiu Hanca               |
| 21 | Romania (bandiera)    | C     | David Paraschiv            |
| 22 | Romania (bandiera)    | D     | Denis Radu                 |
| 24 | Portogallo (bandiera) | D     | Ricardinho                 |
| 27 | Brasile (bandiera)    | C     | Fabrício Baiano            |

| N. |                       | Ruolo | Calciatore          |
| -- | --------------------- | ----- | ------------------- |
| 29 | Germania (bandiera)   | D     | Kilian Ludewig      |
| 30 | Romania (bandiera)    | C     | Cătălin Tolea       |
| 31 | Romania (bandiera)    | P     | Ștefan Rădulescu    |
| 35 | Romania (bandiera)    | P     | Andrei Jercălău     |
| 36 | Romania (bandiera)    | C     | Alin Boțogan        |
| 41 | Austria (bandiera)    | P     | Stefan Krell        |
| 42 | Portogallo (bandiera) | D     | Guilherme Soares    |
| 44 | Romania (bandiera)    | C     | Lucian Dumitriu     |
| 55 | Romania (bandiera)    | D     | Valentin Țicu       |
| 64 | Romania (bandiera)    | D     | Bogdan Marian       |
| 69 | Benin (bandiera)      | D     | Yohan Roche         |
| 71 | Croazia (bandiera)    | D     | Franjo Prce         |
| 90 | Romania (bandiera)    | A     | Iustin Răducan      |
| 97 | Romania (bandiera)    | C     | Augustin Dumitrache |
| 99 | Romania (bandiera)    | A     | Raul Bucur          |

## Calciomercato

### Sessione estiva(dall'1/7 al 30/9)
| Acquisti         | Acquisti               | Acquisti         | Acquisti      |
| R.               | Nome                   | da               | Modalità      |
| ---------------- | ---------------------- | ---------------- | ------------- |
| P                | Stefan Krell           | Unirea Slobozia  | svincolato    |
| D                | Franjo Prce            | Oqjetpes         | svincolato    |
| D                | Guilherme Soares       | Politehnica Iași | svincolato    |
| C                | Brahima Doukansy       | Nimes Olympique  | svincolato    |
| A                | Adi Chică-Roșă         | Botoșani         | svincolato    |
| A                | Kōnstantinos Doumtsios | Den Bosch        | svincolato    |
| A                | David Ilie             | SR Brașov        | fine prestito |
| Altre operazioni |                        |                  |               |
| R.               | Nome                   | da               | Modalità      |
| P                | Eduard Berbeacă        | Blejoi           | fine prestito |
| D                | Miguel Constantinescu  | FC U Craiova     | svincolato    |
| D                | Adrian Nicolae         | Metaloglobus     | fine prestito |
| C                | Alessio Tudor          | CSO Băicoi       | fine prestito |
| A                | Sebastian Guiu         | Blejoi           | fine prestito |

| Cessioni         | Cessioni           | Cessioni           | Cessioni      |
| R.               | Nome               | a                  | Modalità      |
| ---------------- | ------------------ | ------------------ | ------------- |
| P                | Mihai Eșanu        |                    | svincolato    |
| P                | Oscar Linnér       | FC KTP             | svincolato    |
| D                | Marian Huja        | Pogoń Stettino     | definitivo    |
| D                | Hasan Jahić        | Olympic Charleroi  | svincolato    |
| D                | Alexandru Stănică  | Tunari             | prestito      |
| C                | Mario Bratu        | Corvinul Hunedoara | svincolato    |
| C                | Tidiane Keita      | CFR Cluj           | definitivo    |
| C                | Mihnea Rădulescu   | Univ. Craiova      | definitivo    |
| A                | Nana Akosah-Bempah |                    | svincolato    |
| A                | Ali Demirel        |                    | svincolato    |
| A                | Christian Irobiso  | Al-Ula             | fine prestito |
| Altre operazioni |                    |                    |               |
| R.               | Nome               | a                  | Modalità      |
| D                | Adrian Nicolae     | CS Dinamo Bucarest | svincolato    |

## Risultati

### Liga I

#### Prima fase

##### Girone di andata
| Galați 13 luglio 2025, ore 17:30 EEST 1ª giornata | Oțelul Galați | 0 – 0 referto | Petrolul Ploiești | Stadio Oțelul (6 262 spett.)\| Arbitro: \| Radu Petrescu \| |
| Arbitro:                                          | Radu Petrescu |               |                   |                                                             |

| Arbitro: | Sebastian Colțescu |

|  |           |            |
|  | Marcatori | 75’ Tănase |

| Arbitro: | Gabriel Mihuleac |

|  |           |                                       |
|  | Marcatori | 2’ Ludewig 7’ Roche 35’ (rig.) Grozav |

| Arbitro: | Marcel Bîrsan |

|               |           |                        |
| Doumtsios 25’ | Marcatori | 42’ Costache 60’ Roman |

| Arbitro: | Rareș Vidican |

|           |           |            |
| Lukić 50’ | Marcatori | 71’ Marian |

| Arbitro: | Marian Barbu |

|                   |           |         |
| Grozav 51’ (rig.) | Marcatori | 82’ Buș |

| Craiova 24 agosto 2025, ore 17:30 EEST 7ª giornata | U Craiova | – referto | Petrolul Ploiești | Stadio Ion Oblemenco |

| Ovidiu 30 agosto 2025, ore 17:00 EEST 8ª giornata | Farul Costanza | – referto | Petrolul Ploiești | Stadio Viitorul |

| Ploiești 13 settembre 2025, ore 17:00 EEST 9ª giornata | Petrolul Ploiești | – referto | Dinamo Bucarest | Stadio Ilie Oană |

| Clinceni 20 settembre 2025, ore 17:00 EEST 10ª giornata | Unirea Slobozia | – referto | Petrolul Ploiești | Stadio Clinceni |

| Ploiești 27 settembre 2025, ore 17:00 EEST 11ª giornata | Petrolul Ploiești | – referto | Rapid Bucarest | Stadio Ilie Oană |

| 4 ottobre 2025, ore 17:00 EEST 12ª giornata | Argeș Pitești | – referto | Petrolul Ploiești |  |

| Ploiești 18 ottobre 2025, ore 17:00 EEST 13ª giornata | Petrolul Ploiești | – referto | CFR Cluj | Stadio Ilie Oană |

| Miercurea Ciuc 25 ottobre 2025, ore 17:00 EEST 14ª giornata | Csíkszereda | – referto | Petrolul Ploiești | Stadio Municipal Miercurea Ciuc |

| Ploiești 1 novembre 2025, ore 17:00 EET 15ª giornata | Petrolul Ploiești | – referto | Botoșani | Stadio Ilie Oană |

##### Girone di ritorno
| Ploiești 8 novembre 2025, ore 17:00 EET 16ª giornata | Petrolul Ploiești | – referto | Oțelul Galați | Stadio Ilie Oană |

| Bucarest 22 novembre 2025, ore 17:00 EET 17ª giornata | FCSB | – referto | Petrolul Ploiești | Arena Națională |

| Ploiești 29 novembre 2025, ore 17:00 EET 18ª giornata | Petrolul Ploiești | – referto | Metaloglobus | Stadio Ilie Oană |

| Arad 6 dicembre 2025, ore 17:00 EET 19ª giornata | UTA Arad | – referto | Petrolul Ploiești | Stadio Francisc von Neuman |

| Ploiești 13 dicembre 2025, ore 17:00 EET 20ª giornata | Petrolul Ploiești | – referto | U Cluj | Stadio Ilie Oană |

| Sibiu 20 dicembre 2025, ore 17:00 EET 21ª giornata | Hermannstadt | – referto | Petrolul Ploiești | Stadio Municipal Sibiu |

| Ploiești 17 gennaio 2026, ore 17:00 EET 22ª giornata | Petrolul Ploiești | – referto | U Craiova | Stadio Ilie Oană |

| Ploiești 24 gennaio 2026, ore 17:00 EET 23ª giornata | Petrolul Ploiești | – referto | Farul Costanza | Stadio Ilie Oană |

| Bucarest 31 gennaio 2026, ore 17:00 EET 24ª giornata | Dinamo Bucarest | – referto | Petrolul Ploiești | Stadio Arcul de Triumf |

| Ploiești 4 febbraio 2026, ore 17:00 EET 25ª giornata | Petrolul Ploiești | – referto | Unirea Slobozia | Stadio Ilie Oană |

| Bucarest 7 febbraio 2026, ore 17:00 EET 26ª giornata | Rapid Bucarest | – referto | Petrolul Ploiești | Stadio Rapid-Giulești |

| Ploiești 14 febbraio 2026, ore 17:00 EET 27ª giornata | Petrolul Ploiești | – referto | Argeș Pitești | Stadio Ilie Oană |

| Cluj-Napoca 21 febbraio 2026, ore 17:00 EET 28ª giornata | CFR Cluj | – referto | Petrolul Ploiești | Stadio Dr. Constantin Rădulescu |

| Ploiești 28 febbraio 2026, ore 17:00 EET 29ª giornata | Petrolul Ploiești | – referto | Csíkszereda | Stadio Ilie Oană |

| Botoșani 7 marzo 2026, ore 17:00 EET 30ª giornata | Botoșani | – referto | Petrolul Ploiești | Stadio Municipal Botoșani |

### Cupa României

#### Turni di qualificazione
| Iași 27 agosto 2025, ore 17:30 EEST Play-off | FC Politehnica Iași | – referto | Petrolul Ploiești | Stadio Emil Alexandrescu |

## Statistiche

### Statistiche di squadra
Statistiche aggiornate al 10 agosto 2025 (Liga I esclusa).
| Competizione  | Competizione  | Punti | In casa | In casa | In casa | In casa | In casa | In casa | In trasferta | In trasferta | In trasferta | In trasferta | In trasferta | In trasferta | Totale | Totale | Totale | Totale | Totale | Totale | DR |
| Competizione  | Competizione  | Punti | G       | V       | N       | P       | Gf      | Gs      | G            | V            | N            | P            | Gf           | Gs           | G      | V      | N      | P      | Gf     | Gs     | DR |
| ------------- | ------------- | ----- | ------- | ------- | ------- | ------- | ------- | ------- | ------------ | ------------ | ------------ | ------------ | ------------ | ------------ | ------ | ------ | ------ | ------ | ------ | ------ | -- |
| Liga I        | Prima fase    |       |         |         |         |         |         |         |              |              |              |              |              |              |        |        |        |        |        |        |    |
| Cupa României | Cupa României | -     |         |         |         |         |         |         |              |              |              |              |              |              |        |        |        |        |        |        |    |
| Totale        | Totale        | -     |         |         |         |         |         |         |              |              |              |              |              |              |        |        |        |        |        |        |    |

### Andamento in campionato

#### Prima fase
| Giornata  | 1 | 2  | 3 | 4  | 5  | 6  | 7 | 8 | 9 | 10 | 11 | 12 | 13 | 14 | 15 | 16 | 17 | 18 | 19 | 20 | 21 | 22 | 23 | 24 | 25 | 26 | 27 | 28 | 29 | 30 |
| --------- | - | -- | - | -- | -- | -- | - | - | - | -- | -- | -- | -- | -- | -- | -- | -- | -- | -- | -- | -- | -- | -- | -- | -- | -- | -- | -- | -- | -- |
| Luogo     | T | C  | T | C  | T  | C  | T | T | C | T  | C  | T  | C  | T  | C  | C  | T  | C  | T  | C  | T  | C  | C  | T  | C  | T  | C  | T  | C  | T  |
| Risultato | N | P  | V | P  | N  | N  |   |   |   |    |    |    |    |    |    |    |    |    |    |    |    |    |    |    |    |    |    |    |    |    |
| Posizione | 4 | 12 | 6 | 10 | 11 | 10 |   |   |   |    |    |    |    |    |    |    |    |    |    |    |    |    |    |    |    |    |    |    |    |    |

Legenda:

Luogo: C = Casa; T = Trasferta. Risultato: V = Vittoria; N = Pareggio; P = Sconfitta.

### Statistiche dei giocatori
Sono in corsivo i calciatori che hanno lasciato la società a stagione in corso.
Statistiche aggiornate al 10 agosto 2025 (Liga I esclusa).
| Giocatore        | Liga I   | Liga I | Liga I      | Liga I     | Cupa României | Cupa României | Cupa României | Cupa României | Totale   | Totale | Totale      | Totale     |
| Giocatore        | Presenze | Reti   | Ammonizioni | Espulsioni | Presenze      | Reti          | Ammonizioni   | Espulsioni    | Presenze | Reti   | Ammonizioni | Espulsioni |
| ---------------- | -------- | ------ | ----------- | ---------- | ------------- | ------------- | ------------- | ------------- | -------- | ------ | ----------- | ---------- |
| R. Bălbărău      | 0        | 0      | 0           | 0          | 0             | 0             | 0             | 0             | 0        | 0      | 0           | 0          |
| A. Boțogan       | 0        | 0      | 0           | 0          | 0             | 0             | 0             | 0             | 0        | 0      | 0           | 0          |
| R. Bucur         | 0        | 0      | 0           | 0          | 0             | 0             | 0             | 0             | 0        | 0      | 0           | 0          |
| A. Chică-Roșă    | 0        | 0      | 0           | 0          | 0             | 0             | 0             | 0             | 0        | 0      | 0           | 0          |
| K. Doumtsios     | 0        | 0      | 0           | 0          | 0             | 0             | 0             | 0             | 0        | 0      | 0           | 0          |
| B. Doukansy      | 0        | 0      | 0           | 0          | 0             | 0             | 0             | 0             | 0        | 0      | 0           | 0          |
| A. Dumitrache    | 0        | 0      | 0           | 0          | 0             | 0             | 0             | 0             | 0        | 0      | 0           | 0          |
| L. Dumitriu      | 0        | 0      | 0           | 0          | 0             | 0             | 0             | 0             | 0        | 0      | 0           | 0          |
| V. Gheorghe      | 0        | 0      | 0           | 0          | 0             | 0             | 0             | 0             | 0        | 0      | 0           | 0          |
| G. Grozav        | 0        | 0      | 0           | 0          | 0             | 0             | 0             | 0             | 0        | 0      | 0           | 0          |
| Guilherme Soares | 0        | 0      | 0           | 0          | 0             | 0             | 0             | 0             | 0        | 0      | 0           | 0          |
| S. Hanca         | 0        | 0      | 0           | 0          | 0             | 0             | 0             | 0             | 0        | 0      | 0           | 0          |
| D. Ilie          | 0        | 0      | 0           | 0          | 0             | 0             | 0             | 0             | 0        | 0      | 0           | 0          |
| A. Jercălău      | 0        | 0      | 0           | 0          | 0             | 0             | 0             | 0             | 0        | 0      | 0           | 0          |
| T. Jyry          | 0        | 0      | 0           | 0          | 0             | 0             | 0             | 0             | 0        | 0      | 0           | 0          |
| S. Krell         | 0        | 0      | 0           | 0          | 0             | 0             | 0             | 0             | 0        | 0      | 0           | 0          |
| K. Ludewig       | 0        | 0      | 0           | 0          | 0             | 0             | 0             | 0             | 0        | 0      | 0           | 0          |
| R. Manolache     | 0        | 0      | 0           | 0          | 0             | 0             | 0             | 0             | 0        | 0      | 0           | 0          |
| B. Marian        | 0        | 0      | 0           | 0          | 0             | 0             | 0             | 0             | 0        | 0      | 0           | 0          |
| A. Mateiu        | 0        | 0      | 0           | 0          | 0             | 0             | 0             | 0             | 0        | 0      | 0           | 0          |
| P. Papp          | 0        | 0      | 0           | 0          | 0             | 0             | 0             | 0             | 0        | 0      | 0           | 0          |
| D. Paraschiv     | 0        | 0      | 0           | 0          | 0             | 0             | 0             | 0             | 0        | 0      | 0           | 0          |
| F. Prce          | 0        | 0      | 0           | 0          | 0             | 0             | 0             | 0             | 0        | 0      | 0           | 0          |
| D. Radu          | 0        | 0      | 0           | 0          | 0             | 0             | 0             | 0             | 0        | 0      | 0           | 0          |
| I. Răducan       | 0        | 0      | 0           | 0          | 0             | 0             | 0             | 0             | 0        | 0      | 0           | 0          |
| Ș. Rădulescu     | 0        | 0      | 0           | 0          | 0             | 0             | 0             | 0             | 0        | 0      | 0           | 0          |
| Ricardinho       | 0        | 0      | 0           | 0          | 0             | 0             | 0             | 0             | 0        | 0      | 0           | 0          |
| Y. Roche         | 0        | 0      | 0           | 0          | 0             | 0             | 0             | 0             | 0        | 0      | 0           | 0          |
| C. Tolea         | 0        | 0      | 0           | 0          | 0             | 0             | 0             | 0             | 0        | 0      | 0           | 0          |
| V. Țicu          | 0        | 0      | 0           | 0          | 0             | 0             | 0             | 0             | 0        | 0      | 0           | 0          |